# Arteriol
Arteriol är de minsta av artärens förgreningar och kärlsektionen med det högsta motståndet. Kärlväggarna innehåller glatt muskulatur som kan dilatera och kontrahera vid ökad aktivitet i vävnadens sympatiska nervfibrer. Nervändsluten frisätter noradrenalin. Vid sympaticuspåslag minskar arteriolens diameter och trycket ökar. Justeringen av arteriolernas diameter har två funktioner: att fördela blodflödet och att reglera blodtrycket. Blodet förs vidare in i kapillärsystemet via de prekapillära sfinktrarna.